# Scott O’Grady

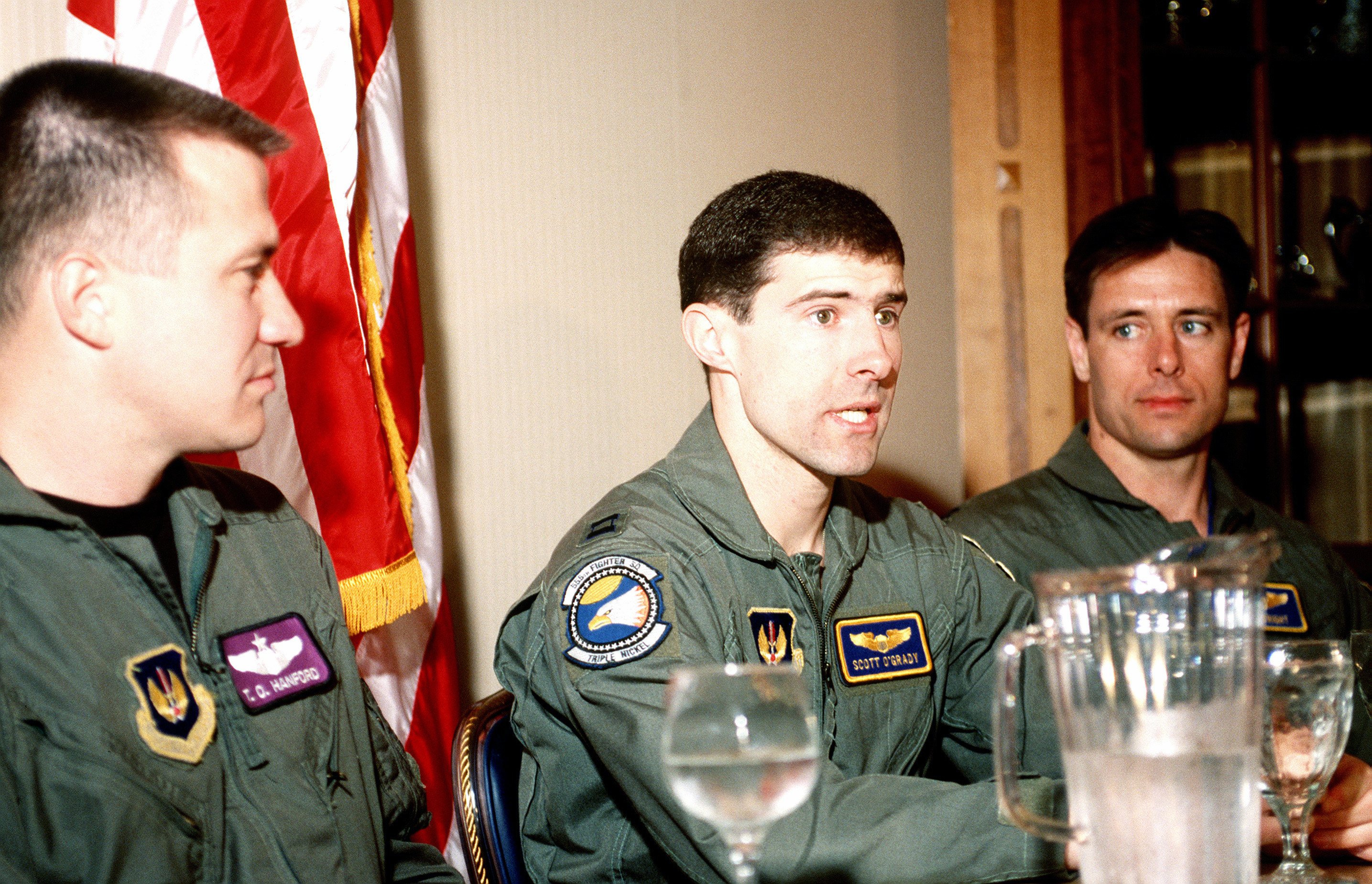
Captain Scott F. O’Grady (Mitte) (1995)

Scott O’Grady (* 12. Oktober 1965 in Brooklyn, New York) ist ein ehemaliger Pilot der US Air Force. Er wurde bekannt, als er am 2. Juni 1995 bei einem Einsatz über Bosnien abgeschossen und später von US-Marines der 24th Marine Expeditionary Unit gerettet wurde. Der Film Im Fadenkreuz – Allein gegen alle basiert lose auf den Geschehnissen. Im Mai 2007 schloss er ein Studium der Theologie ab.

## Leben

### Militärische Laufbahn
O’Grady schloss 1989 die Embry Riddle Aeronautical University in Prescott, Arizona mit einem Bachelor of Science (Luftfahrt) ab. Im April 1989 wurde O’Grady ins Air-Force-Reserve-Training-Corps-Programm aufgenommen. Anschließend absolvierte er zwischen November und Dezember 1989 die Ausbildung am NATO Joint-Jet-Pilot-Training-Programm auf der Sheppard Air Force Base (AFB) in Texas. Danach diente er als Pilot auf der Luke Air Force Base und absolvierte im Dezember 1991 seinen ersten Einsatz in der 80. Kampfstaffel Juvat auf der Kunsan Air Force Base in Südkorea. Ab März 1993 war er auf der Ramstein Air Base in Deutschland in der 526. Kampfstaffel Black Knights stationiert. Im Mai 1994 wurde er zur 555. Staffel Tripple Nickles auf die Aviano Air Base in Italien versetzt. Nach seinem Absturz über Bosnien diente er ab Oktober 1995 bei der 466. Staffel auf der Hill Air Force Base in Utah. Seit Juli 1998 war er Ausbilder auf der Fairchild Air Force Base in Spokane im US-Bundesstaat Washington. 2001 schied O’Grady aus dem aktiven Dienst aus.

### Abschuss über Bosnien
Im Sommer 1995 überwachte die NATO seit mehr als zwei Jahren die Flugverbotszone über Bosnien und Herzegowina. Die NATO war fest entschlossen, die sogenannte Safe Area auch durch das Aufbringen militärischer Mittel aufrechtzuhalten. Im Rahmen der Operation Deny Flight wurden deshalb Kampf-, Aufklärungs- und Überwachungsflüge durchgeführt. Scott O’Grady schoss im Verlauf der Operation am 28. Februar 1994 mit einer AIM-9-Sidewinder-Rakete auf ein Kampfflugzeug der bosnischen Serben vom Typ Soko J-21 Jastreb; dieses wurde aber nicht getroffen.
Am 2. Juni 1995 starteten die USAF-Piloten Captain Robert Wright (Rufname: Wilbur) und Captain Scott O’Grady der 555th Fighter Squadron vom Luftwaffenstützpunkt Aviano in Italien, um einen Luftüberwachungseinsatz (Combat Air Patrol, CAP) über der Flugverbotszone durchzuführen. Beide flogen eine F-16 C/D Block 40 „Fighting Falcon“. Im Laufe der Patrouille meldete das führende Flugzeug, welches von Wright geflogen wurde, mehrmals, dass er von einem bodengestützten Suchradar erfasst werde.

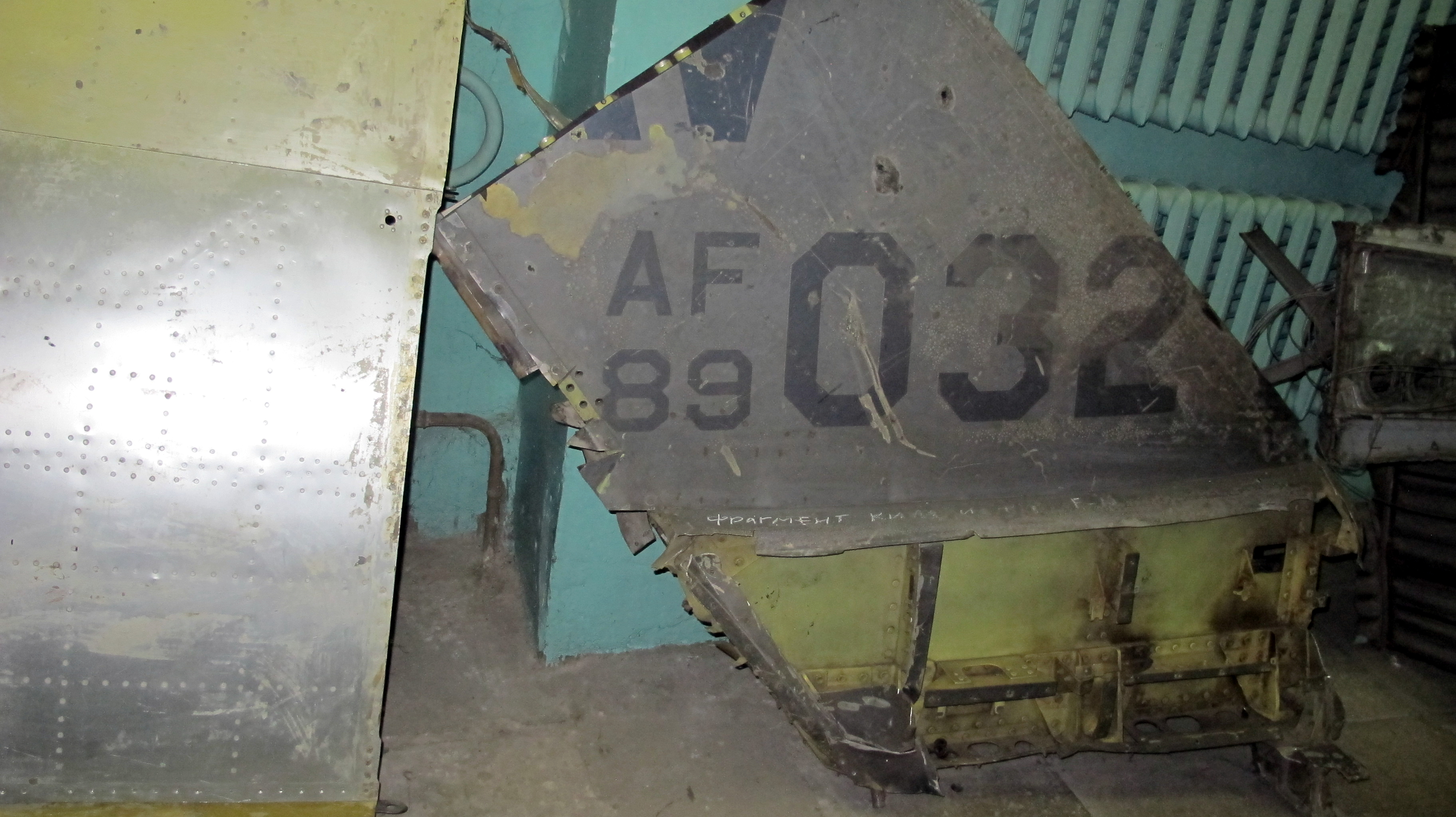
Das Seitenleitwerk der abgeschossenen F-16 von Scott O’Grady, ausgestellt im Moskauer Staatlichen Luftfahrtinstitut

Beide Piloten wussten nicht, dass bosnische Serben eine ihrer 2K12-Kub-Flugabwehrraketen in die Flugverbotszone verlegt hatten. Da O’Grady aber nicht von seinen Instrumenten gewarnt wurde, gab er über Funk mit dem Code Basher Five-Two naked Entwarnung. Als auch eine AWACS die Daten von Wright nicht bestätigen konnte, nahmen beide Piloten an, dass das Suchradar außerhalb der Flugverbotszone stünde.
Kurz darauf wurde O’Grady von seiner Radarwarnanlage (Radar Warning Receiver (RWR)) gewarnt, dass er von einem Suchradar erfasst worden sei. Wright hingegen meldete, er sei nicht erfasst worden.
Wenig später erhielt O’Grady die Warnung, dass eine Flugabwehrrakete auf sein Flugzeug zusteuere. Zu diesem Zeitpunkt war kein Ausweichmanöver mehr möglich; seine F-16 wurde von der Rakete getroffen. Es blieb ihm nichts anderes übrig, als seinen Schleudersitz zu betätigen und sich aus der Maschine zu schießen.
Während des Abstiegs mit seinem Fallschirm beobachtete O’Grady, wie serbische Truppen sich formierten, um ihn gefangen zu nehmen. In den folgenden Tagen und Nächten versuchte er, den Suchtrupps zu entgehen. Dabei wandte er die Taktiken an, die er in seinem SERE-Training (Survival, Evasion, Resistance and Escape, zu deutsch Überleben, Ausweichen, Widerstand und Flucht) gelernt hatte, einem Kurs, der speziell für Piloten konzipiert worden war, um nach einem Abschuss hinter feindlichen Linien auf der Flucht in der freien Natur zu überleben. Die Standardausrüstung der F-16 Piloten beinhaltete damals u. a. ein 121-seitiges Überlebenshandbuch, ein Notfunkgerät, einen Verbandkasten, Signalfackeln und einen Kompass.
Während dieser Zeit versuchte O’Grady immer wieder, mit befreundeten Flugzeugen mittels Notfunkgerät Kontakt aufzunehmen. Sechs Tage lang war unklar, ob O’Grady noch am Leben war und ob er gefangen genommen worden war. Der Kommandeur der 24th Marine Expeditionary Unit (MEU/SOC), Colonel Martin Berndt, hielt vorsorglich sein TRAP-Team (Tactical Recovery of Aircraft and Personnel, zu dt. etwa: Taktische Bergung von Fluggerät und Personal) in Bereitschaft.
Am 7. Juni erreichten zwei F-16-Kampfflugzeuge kurz vor Mitternacht ihre CAP-Area. Dabei setzten sie im Minutentakt einen Funkspruch ab, um mit O’Grady Kontakt zu bekommen. Dieser Funkspruch lautete This is Basher One-One, looking for Basher Five-Two (Hier Basher eins-eins, auf der Suche nach Basher fünf-zwo). Nach einigen Stunden war O’Grady in der Lage, den Funkspruch zu beantworten. Er sei am Leben und bereit, gerettet zu werden. In den darauffolgenden Stunden hielt er ständig Kontakt zu verschiedenen Piloten.
Nachdem Colonel Berndt um zusätzliche Luftnahunterstützung (close air support, CAS) gebeten hatte, erhielt die Operation am 8. Juni um 4:39 Uhr grünes Licht. Sofort bestieg das TRAP-Team bestehend aus 51 Marines der 24th Marine Expeditionary Unit, die beiden bereitstehenden CH-53E „Super Stallion“ Transporthubschrauber. Begleitet wurden sie von zwei AH-1W „Super Cobra“ und zwei McDonnell Douglas AV-8. Darüber hinaus befanden sich weitere Kampf- und Überwachungsflugzeuge in der Luft, um die Rettung zu decken.
Der stärkere Luftverkehr blieb den Serben nicht verborgen; sie unternahmen zunächst nichts. Gegen 6 Uhr morgens bemerkte O’Grady die erste F/A-18 „Hornet“ über seiner Position. Kurz vor dem Ziel beschleunigten die „Super Cobras“, um die Landezone zu sichern. Nachdem O’Grady seine Position mit einer Rauchgranate angezeigt hatte, landeten anschließend die beiden „Super Stallions“ mit den Marines und sicherten die Umgebung.
O’Grady verließ seine Deckung und wurde sofort von einem Hubschrauber an Bord genommen. Nach sechs Minuten auf dem Boden starteten die Hubschrauber wieder. Auf dem Heimflug wurden sie von der Flugabwehr der Serben massiv beschossen. Um den Boden-Luft-Raketen zu entgehen, flogen die Piloten im Tiefstflug. Sie wurden von Flugabwehr und Infanteriewaffen getroffen, aber niemand wurde verletzt und die Hubschrauber konnten weiterfliegen. O’Grady wurde nach seiner Ankunft auf der Kearsarge medizinisch untersucht und versorgt. Er hatte keine körperlichen Verletzungen, war aber dehydriert, unterkühlt und hatte abgenommen. Er trug keine bleibenden Schäden davon.

## Späteres Leben
Scott O’Grady studierte nach seiner Dienstzeit Theologie am Dallas Theological Seminary und schloss im Mai 2007 mit einem Master ab. Er bietet als professioneller Redner Vorträge über Motivation an, engagiert sich für Wohltätigkeitsorganisationen und wurde im Mai 2008 in die texanische Bewährungskommission für jugendliche Straftäter berufen.

## Verfilmungen
- Der Spielfilm Im Fadenkreuz – Allein gegen alle aus dem Jahre 2001 wurde von O’Gradys Erlebnissen in Bosnien inspiriert, kann jedoch keineswegs als wahrheitsgetreue Dokumentation gelten.
- Die Dokumentarfilm-Fernsehserie Critical Situation („kritische Situation“) des US-amerikanischen Fernsehsenders National Geographic widmete 2007 ihre 5. Episode, Downed Pilot, O’Gradys Absturz, Überlebenskampf und Rettung. Die deutschsprachige Erstausstrahlung folgte 2009 durch den National Geographic Channel unter dem Titel Abgeschossen über Bosnien, dort als 3. Episode.[3]